# Ребеко (Мантова)
Ребеко је насеље у Италији у округу Мантова, региону Ломбардија.
Према процени из 2011. у насељу је живело 307 становника. Насеље се налази на надморској висини од 60 м.